# Puente de San Lorenzo
El puente de San Lorenzo es un puente romano situado en el límite de las provincias de Zamora y Salamanca para salvar el paso sobre el río Tormes (Castilla y León, España).

## Descripción
Está compuesto por cinco arcos de medio punto idénticos, con tajamares redondeados en sus pilares en sillares de granito. Y cerrado su paso viario por pretiles continuos. Supone a su vez la cota (invertida) del puerto de La Cicutina.
Este puente es el punto de unión de la carretera ZA-316 de la provincia de Zamora, en el kilómetro 6 de trayecto desde Fermoselle, con la carretera SA-316 de la provincia de Salamanca. Se encuentra situado muy cerca de la desembocadura del río Tormes en el río Duero y de la frontera de España con Portugal.